# خاندان اینواوئه
خاندان اینواوئه (به ژاپنی: 井上氏 Inoue-shi) یکی از خاندان‌های سامورائی ژاپنی بود.